# Mouriri barinensis
Mouriri barinensis är en tvåhjärtbladig växtart som först beskrevs av Thomas Morley, och fick sitt nu gällande namn av Thomas Morley. Mouriri barinensis ingår i släktet Mouriri och familjen Melastomataceae. Inga underarter finns listade i Catalogue of Life.